# Codophila varia
Codophila varia är en insektsart som först beskrevs av Fabricius 1787.  Codophila varia ingår i släktet Codophila och familjen bärfisar. Inga underarter finns listade i Catalogue of Life.

## Bildgalleri

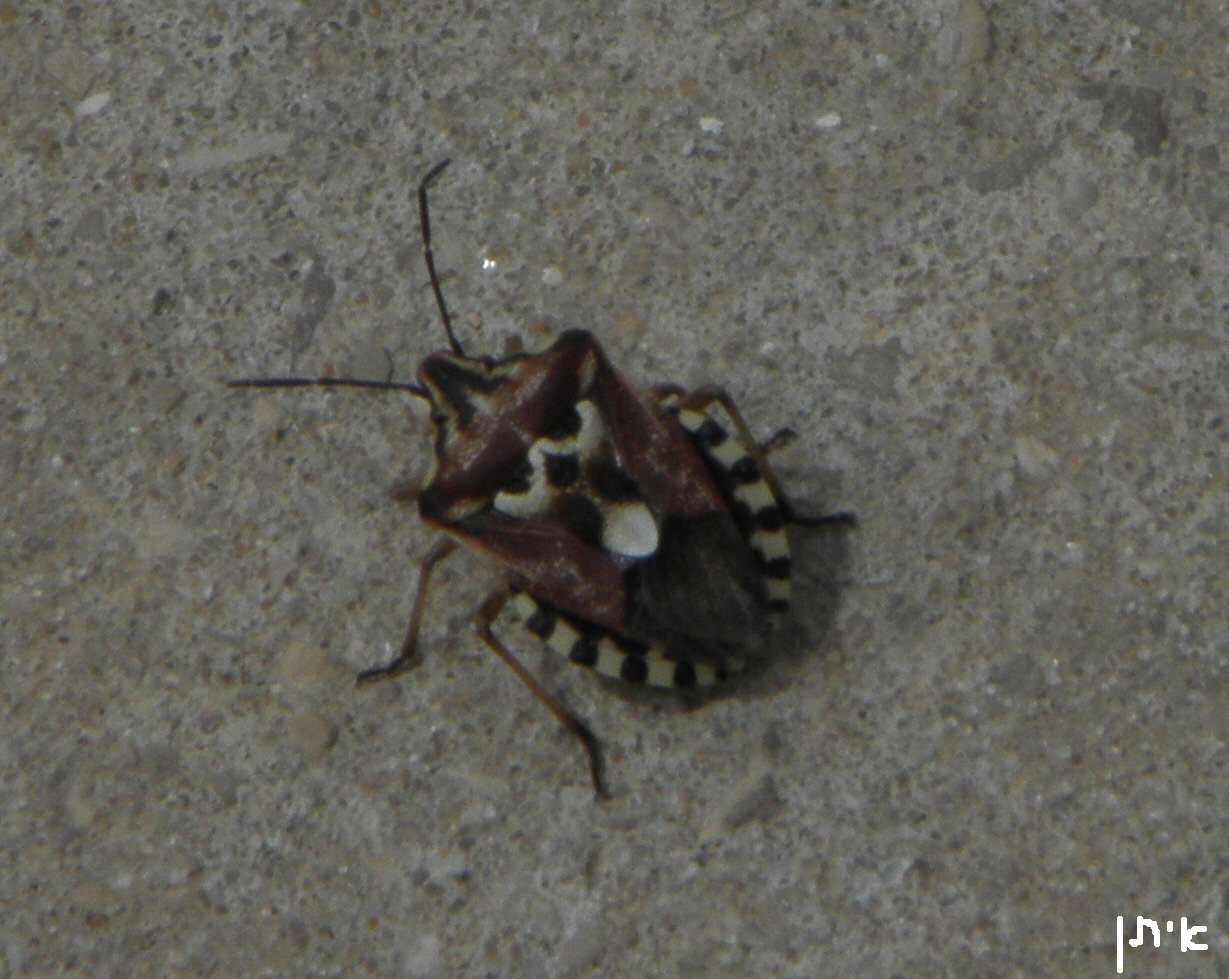
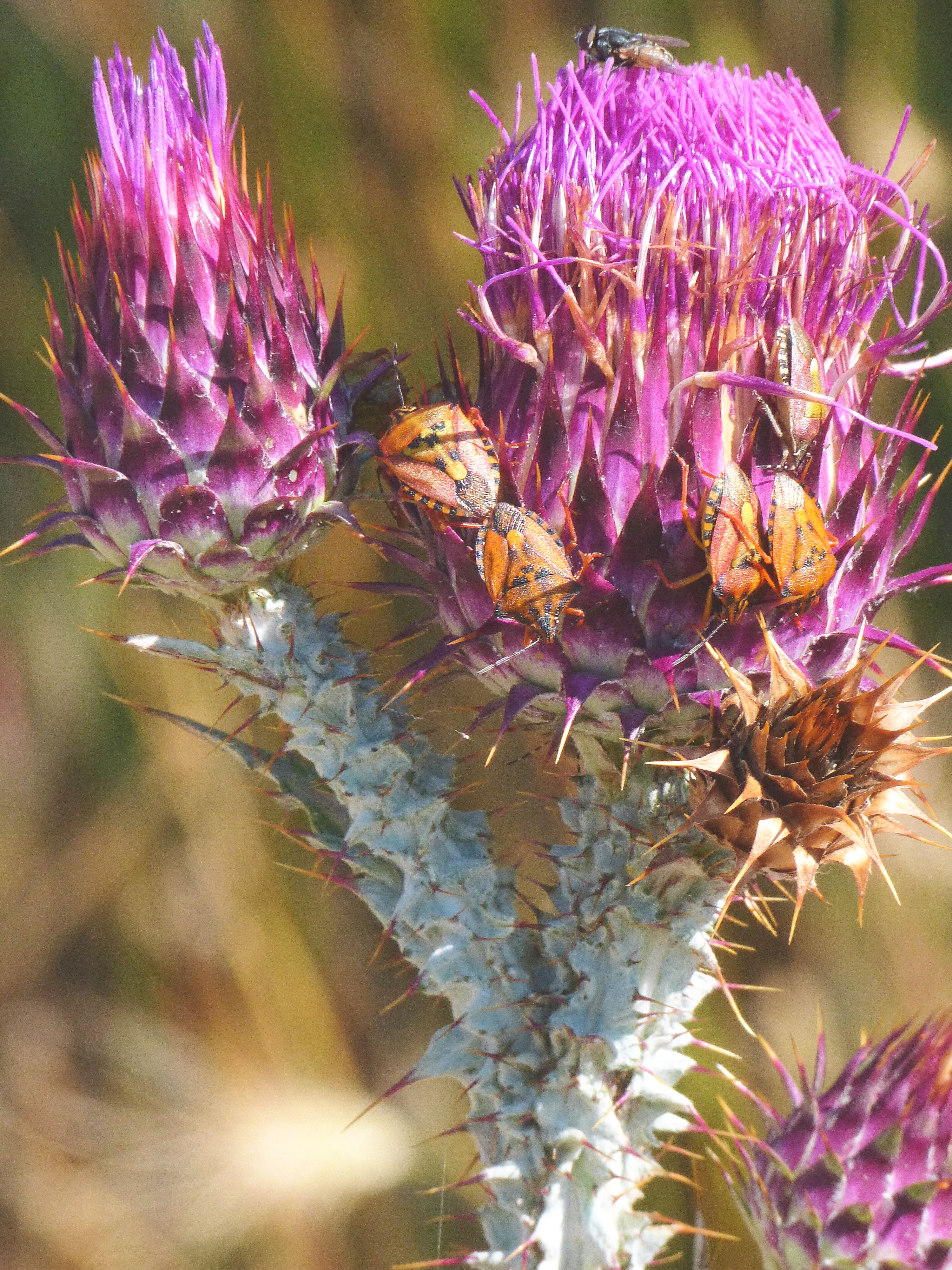